# 印尼唱片業協會
印尼唱片業協會是印尼各唱片公司於1978年建立的印度尼西亚非營利音樂協會，印尼唱片業協會身為印尼唱片業的代表機構，其業務除了涵蓋反盜版運動與支持本地音樂產業，它還負責印度尼西亞音樂獎、印尼音樂排行榜與頒發唱片銷售認證。2023年，印尼唱片業協會發布了展示印尼當周最熱門的歌曲排行榜。

## 唱片認證
印尼唱片業協會在1999年的專輯認證標準為金25,000、白金50,000。2005年至2009年的本地專輯認證標準為金75,000、白金150,000。2009年至2015年的本地專輯認證標準為金35,000、白金75,000。2015年至2016年的本地專輯認證標準為金25,000、白金50,000。2005年至2007年的國外專輯認證標準為金25,000、白金50,000。2007年至2009年的國外專輯認證標準為金20,000、白金40,000。2009年至2012年的國外專輯認證標準為金10,000、白金15,000。2012年至2016年的國外專輯認證標準為金5,000、白金10,000。
2016年起，印尼唱片業協會改由市場價值認證，專輯認證標準為金500萬印尼盾、白金10億印尼盾，單曲認證標準為金300萬印尼盾、白金600萬印尼盾。

## 外部連結
- 官方网站